# Дитяче автомобільне крісло
Дитяче автомобільне крісло, також дитяче автокрісло, дитяче автомобільне сидіння, дитяче автосидіння — крісло, яке встановлюється в автомобіль для безпечного перевезення дітей з моменту народження і приблизно до віку 12 років (поки дитина не досягне ваги 36 кг і зросту вище 1,45 метра). Офіційна назва дитячого автокрісла в українському законодавстві — «спеціальні засоби, що дають змогу пристебнути дитину за допомогою ременів безпеки».
Штатні ремені безпеки автомобіля, що розраховані на дорослих людей, зовсім неефективні та небезпечні при використанні дітьми. Також в сучасних автомобілях немає жодного засобу чи системи захисту маленьких пасажирів. А незалежні організації типу Euro NCAP оцінюють сучасні автомобілі на визначення рівня безпеки пасажирів з урахуванням використання дитячого автокрісла. За своїм призначенням є додатковим обладнанням до наземних транспортних засобів, а деякі автокрісла, що пройшли спеціальну омологацію, допущені до використання в літальних апаратах.

## Призначення
Головне призначення дитячого автокрісла — забезпечити безпеку дитини на випадок ДТП, при екстреному гальмуванні чи при різкому маневрі. Важливо, щоб дитяче автокрісло було правильно закріплено в салоні автомобіля, а дитина в ньому була правильно та надійно пристебнута. Тому ознайомлення з Інструкцією з експлуатації дитячого автокрісла перед його використанням є обов'язковим.
Дитячі автокрісла допомагають малюкам подорожувати з комфортом, тому що при розробці конструкції враховують антропометричні дані дитини. В більшості сучасних автокрісел передбачена можливість регулювання куту нахилу для комфортного сну дитини та використовуються системи вентиляційних отворів та каналів для кращого мікроклімату.

## Типи дитячих утримувальних систем (ДУС) для автомобілів
До ДУС належать:
1. Дитячі автокрісла — це найбезпечніший варіант перевезення дитини в авто. Вони призначені для дітей від народження і до досягнення певної ваги або зросту. Нижче їх класифікація.
2. Бустери — це сидіння без спинки, яке піднімає дитину, щоб правильно зафіксувати її автомобільним ременем.
3. Накладки на ремені, адаптери, безкаркасні крісла — це небезпечні пристрої, адже не забезпечують належного захисту у разі аварії. Вони не проходять сертифікацію за європейськими стандартами безпеки (ECE R44/04, ECE R129) і заборонені в Європі та багатьох інших країнах.

## Класифікація дитячих автокрісел
Загальноприйнятою є класифікація відповідно до Правил ЄЕК ООН № 44 в редакції 04 (ECE R44/04). Відповідно до неї дитячі утримуючі пристрої поділяються:
- група 0 Вага дитини — до 10 кг. Приблизний вік — від народження до 6-9 місяців.
- група 0+ Вага дитини — до 13 кг. Приблизний вік — від народження до 12-15 місяців.
- група I Вага дитини — від 9 до 18 кг. Приблизний вік — від 9 місяців до 4-5 років.
- група II Вага дитини — від 15 до 25 кг. Приблизний вік — від 3 до 7 років.
- група III Вага дитини — від 22 до 36 кг. Приблизний вік — від 6 до 12 років.

Випущені дитячі автокрісла можуть відповідати одній або кільком ваговим групам. Найпопулярніші вікові групи чи їх поєднання наступні:
Дитячі автокрісла групи 0. Призначені для дітей від народження до 6-9 місяців і використовуються, як правило, малюками, яким транспортування передбачено виключно у горизонтальному положенні. В транспортному засобі встановлюються на задньому сидінні боком до напрямку руху.
Дитячі автокрісла групи 0+. Призначені для дітей від народження до 12-15 місяців. Встановлюються обличчям проти ходу руху, дитина кріпиться вбудованими внутрішніми ременями безпеки. Часто дитячі автокрісла групи 0+ називають переносками, бо вони порівняно легкі, мають ручку для перенесення і можуть використовуватися вдома як крісло-гойдалка. Деякі моделі можна встановлювати на спеціальні бази, які кріпляться в салоні автомобіля. Це полегшує монтаж/демонтаж автокрісла і, найчастіше, покращує безпеку. Дитяче автокрісло групи 0+ оптимальний вибір для здорової новонародженої дитини.
Дитячі автокрісла групи 0+/I. Призначені для дітей від 6-ти місяців (іноді від народження) і приблизно до 3,5-4 років (вагою не більше 18 кг). Вважаються автокріслами типу Convertible (від англ. змінюваний), тому що передбачають перевезення дитини в різних напрямках руху. Встановлюються попервах обличчям проти ходу руху, а коли дитина підросте приблизно до 18 місяців, дитяче автокрісло треба встановлювати обличчям по ходу руху. Дитина кріпиться в залежності від моделі або вбудованими ременями безпеки, або протиударним екраном (столик безпеки). Дитяче автокрісло групи 0+/I — оптимальний вибір для дитини, якій вже виповнилося 6 місяців, але вона ще замала для перевезення у напрямку обличчам по напрямку руху.
Дитячі автокрісла групи I. Призначені для дітей від 9 місяців і приблизно до 4-4,5, а іноді й до 5 років (вагою від 9 до 18 кг). Встановлюються обличчям по ходу руху, дитина кріпиться вбудованими внутрішніми ременями або протиударним екраном (столиком безпеки). Мають регулювання кута нахилу для зміни положень тіла.
Дитячі автокрісла групи I/II/III. Призначені для дітей від 9 місяців і приблизно до 10-12 років (вагою від 9 до 36 кг). Встановлюються обличчям по ходу руху. Автокрісла такої вікової групи називаються «трансформери», тому що після деяких приготувань передбачають перевезення дітей у дуже широкому діапазоні —від майже малюків до підлітків. Дитина до ваги 15-18 кг фіксується внутрішніми ременями або столиком безпеки в залежності від конструкції автокрісла. Діти старшого віку (від 4 років) що є важчими, фіксуються в автокріслі штатним автомобільним ременем безпеки.
Дитячі автокрісла групи II/III. Призначені для дітей від 3 до 10-12 років (вагою від 15 до 36 кг). Називаються такі автокрісла бустером або бустером зі спинкою (від англ. посилювач). Встановлюються обличчям по ходу руху, дитина в автокріслі фіксується штатним автомобільним ременем безпеки. Їхній різновид — так звані бустери, які позбавлені спинки є першими варіантами групи II/III і відтепер заборонені до використання у деяких країнах світу і не допускаються до сертифікації, як ті, що не відповідають вимогам Правил ЄЕК ООН.

## Кріплення дитячих автокрісел
Існує два основних способи кріплення дитячих автокрісел в салоні автомобіля. Перший — за допомогою штатних автомобільних ременів безпеки. Це найпоширеніший спосіб кріплення, їм можна закріпити переважне число автокрісел. Другий — за допомогою системи Isofix. Ця система являє собою вбудовані в дитяче автокрісло напрямні зі спеціальними замочками на кінці і залізні анкерні скоби між спинкою та подушкою сидіння, вбудовані в силову частину кузова автомобіля. Сама система Isofix є міжнародним стандартом і дотримання його вимог виробниками автомобілів та автокрісел є обов'язковим. В залежності від регіону має різноманітну назву LATCH, LUAS, UCSSS, Canfix. У США, наприклад, система кріплення Isofix поширена під назвою LATCH. Назва походить від типу елементів кріплення на автокріслі у вигляді ременів з замочками або гачками для кріплення на Isofix.
Всі автомобілі мають ремені безпеки, але не всі — систему кріплення Isofix.
Зустрічаються автокрісла одразу з двома способами кріплення. В таких конструкціях якийсь-то один спосіб буде основним, а другий додатковим з метою покращення характеристик за певних умов.
Перед першим використання автокрісла в автомобілі потрібно переконатись, що дитяче автокрісло сумісне з конкретним автомобілем. Відповідно до Правил ЄЕК ООН № 44/04 (ECE R44/04) або № 129 (ECE R129) усі дитячі утримуючі пристрої бувають наступних категорій:
- універсальними UNIVERSAL
- напівуніверсальними SEMIUNIVERSAL
- для певного транспортного засобу SPECIFIC VEHICLE
- обмеженого використання або вбудовані RESTRICTED

Інформація про категорію автокрісла присутня на бірці помаранчевого кольору Знака офіційного затвердження. Завдяки ній користувач завжди буде впевнений у відповідності засобу безпеки зі своїм автомобілем.

## Історія дитячих автокрісел
У 1935 році в США було винайдено перший дитячий утримуючий пристрій, про що повідомила замітка в журналі Modern Mechanix. Сидіння мало примітивну конструкцію і не змогло б захистити від травм. Зав-дання цього пристрою було просте — утримати дитину на місці, щоб та не відволікала водія від дороги.
У 1939 році дитяче сидіння було вдосконалено. Американець Лестер Брессон змайстрував із підручних матеріалів оновлений утримуючий пристрій. Він був оснащений ременем безпеки, і кріпився на штирі, вмонтованому в підлогу автомобіля.
У 1958 році під егідою ООН було прийнято Женевську Угоду. У рамках цього документа було підписано і Угоду про забезпечення дитячої безпеки в автомобілі, яку було змінено в 1967 році і знову переглянуто 16 жовтня 1995.
У 1963 році професор Бертіль Альдман (Швеція) сконструював нову модель дитячого автокрісла. Це крісло встановлювалося на передньому сидінні спинкою вперед (проти руху автомобіля).
У 1967 році автомобільний концерн Volvo представляє розроблене спільно з професором Альдманом дитяче сидіння на міжнародній виставці.
У 1973 році компанія Romer випускає перше автокрісло Romer Peggy. Воно було виготовлено з полістиролу і мало столик безпеки.
У 1982 році був прийнятий Європейський стандарт для сертифікації дитячих автокрісел ECE R 44/01.
У 1990 році Міжнародним інститутом ISO була введена нова система кріплення Isofix.
З 1 січня 1993 року стандарт ECE R 44 стає обов'язковим для дитячих автокрісел, що продаються в Європі.
З серпня 1995 року кріплення Isofix офіційно внесено до редакції правила ECE R 44/03.
У 1997 році компанія Romer випустило перше крісло з системою кріплення Isofix — Romer Prince Isofix.
У 1998 році компанія Recaro, що спеціалізується на виробництві спортивних та ортопедичних автокрісел, випускає своє перше дитяче сидіння Recaro Start.
У 2004 році починає працювати центр дитячої безпеки Recaro — Child Safety Competence Center.

## Виробники
RECARO [Архівовано 22 грудня 2021 у Wayback Machine.], Storchenmühle [Архівовано 10 липня 2016 у Wayback Machine.] скороч. STM, Britax-Rӧmer [Архівовано 4 червня 2017 у Wayback Machine.], Cybex [Архівовано 15 березня 2015 у Wayback Machine.], Kiddy [Архівовано 9 квітня 2015 у Wayback Machine.], Maxi-Cosi [Архівовано 15 квітня 2017 у Wayback Machine.], Bebe Confort, Kiwy [Архівовано 30 травня 2016 у Wayback Machine.], Bellelli, Inglesina, Brevi, Nania.

## Правове регулювання використання

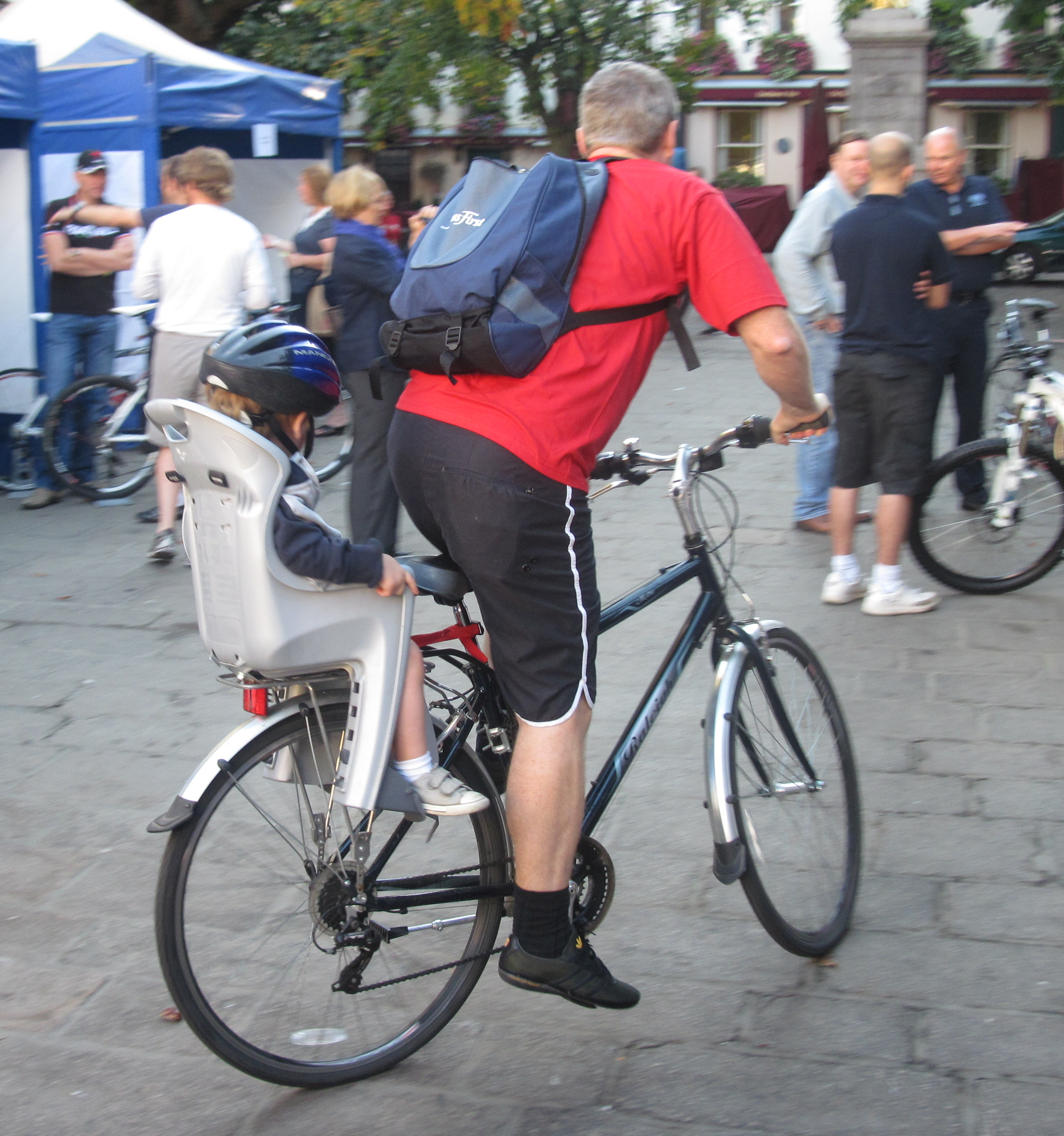
Дитяче велосипедне крісло

Чинні в Україні «Правила дорожнього руху» від редакції 1 жовтня 2008 року містять пункт 21.11.б, за яким дітей, зріст яких менше 145 см або тих, що не досягли 12-річного віку, забороняється перевозити:
- у транспортних засобах, обладнаних ременями безпеки, без використання спеціальних засобів, що дають змогу пристебнути дитину за допомогою ременів безпеки, передбачених конструкцією цього транспортного засобу[7];
- на передньому сидінні легкового автомобіля — без використання зазначених спеціальних засобів;

## Інше
Для транспортування дітей на багажнику велосипеда, використовують крісла дещо іншої конструкції.